# Trichopria wasmanni
Trichopria wasmanni är en stekelart som först beskrevs av Jean-Jacques Kieffer 1911.  Trichopria wasmanni ingår i släktet Trichopria, och familjen hyllhornsteklar. Arten är reproducerande i Sverige.